# Gesundheit Innergebirg
In der gemeinnützigen Gesundheit Innergebirg GmbH (GI) sind Krankenhäuser der Gemeinde Zell am See seit 2019 zusammengefasst. Sie besteht aus verschiedenen Einrichtungen, die das Rückgrat der medizinisch-klinischen Versorgung im Pinzgau bilden.

## Geschichte
Im Jahr 1573 wurde in der Kreuzgasse in Zell am See ein Leprosenhaus und Spital (Gemeindespital) eröffnet. Im Jahr 1871 übernahmen und betreuten die Barmherzigen Schwestern das Gemeindespital. Der heutige Standort liegt im Stadtteil Thumersbach, wo sich seit 1976 das Krankenhaus Zell am See befindet. Im Jahr 2014 wurde mit einer Sanierung und Erweiterung des Hauses der Grundstein für ein modernes Klinikum geschaffen.
Das Krankenhaus in Mittersill ist seit 1908 als „Asyl für kranke und hilfsbedürftige Menschen“ urkundlich erwähnt. Nach einer Sanierung 1960 und des Erweiterungsbaus 1968 wird es nun bis 2023 zu einem Gesundheitszentrum in moderner Architektur ausgebaut. Im Mittelpunkt stehen dabei ein Erweiterungsbau sowie die Modernisierung des Bestandsgebäudes.[veraltet]

## Aufgaben
Die GI ist für die Errichtung und den Betrieb der Pinzgauer Krankenhäuser und weiterer Gesundheitseinrichtungen zuständig. Im Bereich der Lehre gibt es eine Kooperation mit der Medizinischen Universitätsklinik Wien, der Medizinischen Universitätsklinik Graz, der Medizinischen Universitätsklinik Innsbruck, der Karl Landsteiner Privatuniversität, der Sigmund Freud Universität und der Paracelsus Medizinischen Privatuniversität Salzburg. Die Gesellschaft beschäftigt um die 950 Mitarbeiter.

## Rechtliche Stellung
Im Jahr 2019 übernahm die GI das Tauernklinikum Zell am See und Mittersill, das Gesundheitszentrum Pinzgau, die Privatklinik Ritzensee, die ThauernTherapie, TauernInfrastruktur, Gesellschaft für digitale Diagnostik und die Feriendialyse Zell am See von der Gemeinde Zell am See. Die Gesellschaft steht komplett im Eigentum der Gemeinde Zell am See. Der Sitz ist in Zell am See.

## Betriebe

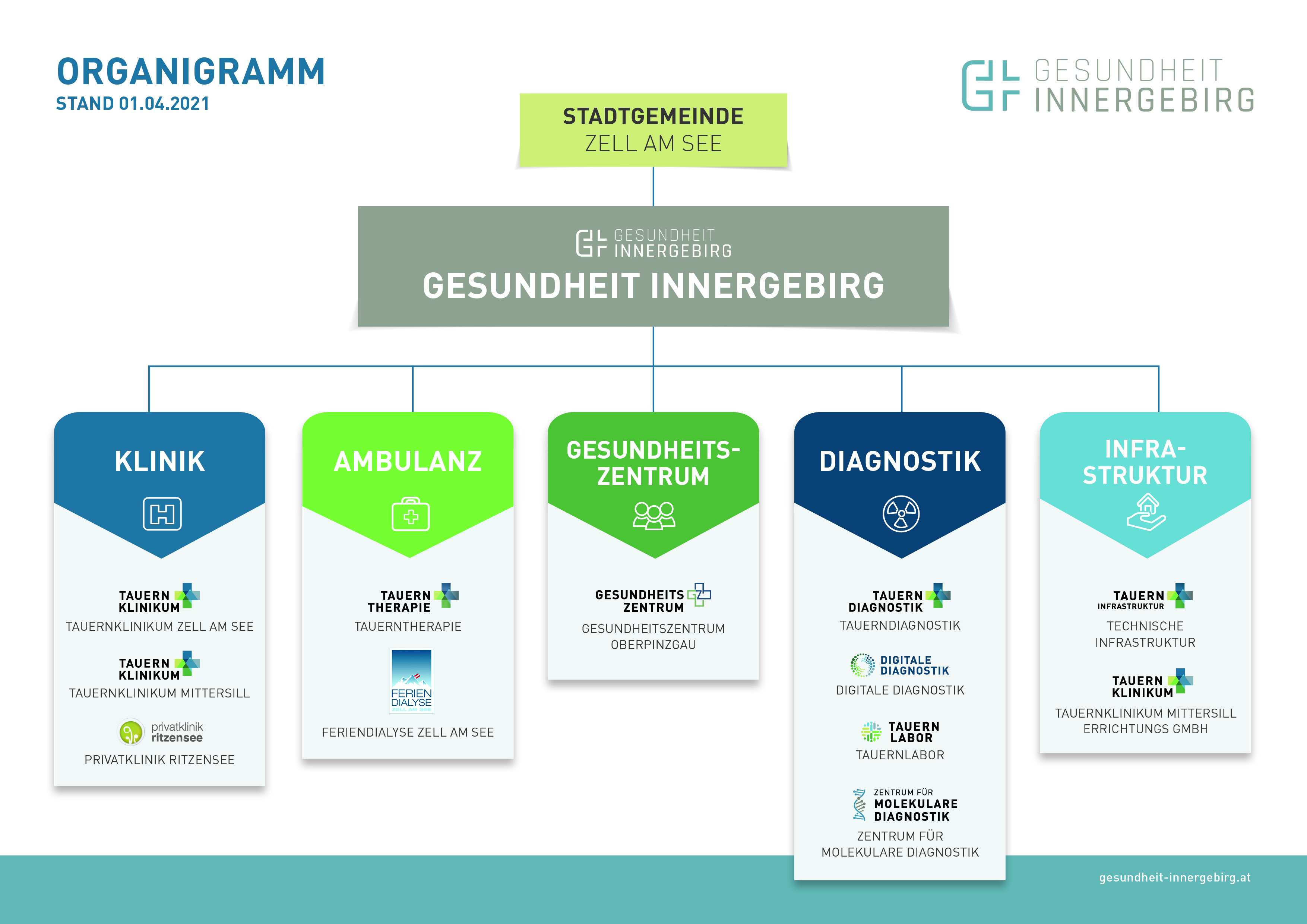
Unternehmensstruktur der Gesundheit Innergebirg

Als Dach des Betriebsverbundes betreibt und koordiniert die GI die einzelnen Einrichtungen:
Die Tauernklinikum GmbH betreibt zwei Krankenhäuser an den Standorten Zell am See und Mittersill. Die beiden Standorte umfassen insgesamt acht  medizinische Abteilungen und einen Fachschwerpunkt. Überdies ist die Tauernkliniken GmbH für alle österreichischen Universitäten als Lehrkrankenhaus tätig. Mit jährlich über 23.000 stationären Behandlungen sind die Tauernkliniken in Zell am See und Mittersill erste Anlaufstelle für Patienten in der Region. Als einer der größten Arbeitgeber im Pinzgau sichern sie mit rund 900 Mitarbeitern und 330 systemisierten Betten die klinische Versorgung für die Bevölkerung und den Tourismus.
Die TauernLabor GmbH bietet im Pinzgau das gesamte Spektrum medizinischer Laboruntersuchungen vor Ort an. Seit März 2020 werden alle COVID Testungen für Unternehmen, Tourismus und Privatpersonen der Region abgewickelt. PCR Test über Nasen-/Rachenabstrich und als Gugeltest sowie den Antikörpertest. Am Standort in Zell am See wurde dafür ein DriveIn und eine Infektionsambulanz errichtet.
Die  Privatklinik Ritzensee GmbH betreibt die Privatklinik Ritzensee. Die Privatklinik Ritzensee in Saalfelden am Steinernen Meer war bis 1985 ein  Gastronomiebetrieb. Unter dem Namen „Sanatorium Ritzensee“ wurde im Winter 1986 mit der Planung der Privatklinik begonnen, im April 1988 mit dem Bau. Am 10. Februar 1989 wurde das Sanatorium Ritzensee durch den  Salzburger Landeshauptmann  Wilfried Haslauer eröffnet. Im Sommer 2002 wurde das Sanatorium Ritzensee in Privatklinik Ritzensee umbenannt. Die privat geführte österreichische Klinik wurde renoviert und das Firmenlogo der Privatklinik neu gestaltet. Ende 2003 erwarb die Stadtgemeinde Zell am See die Gesellschaftsanteile der Privatklinik Ritzensee GmbH. Mit diesem Schritt wurde die  Zusammenarbeit mit dem Krankenhaus Zell am See erweitert. Die Privatklinik Ritzensee wurde im Sommer 2012 erneut  renoviert.
Die ThauernTherapie GmbH unterstützt mit Techniken der Physio- und Ergotherapie bei der Heilung von Beeinträchtigungen des Bewegungsapparates, bei der Linderung von Schädigungen des Nervensystems und der Erkrankungen der inneren Organe sowie bei der Behandlung von psychischen Problemen.
Die TauernDiagnostik GmbH, situiert an der Privatklinik Ritzensee, steht in  Kontakt zum Krankenhaus Zell am See und unterstützt die Fachabteilungen bei der Abklärung und der Patientenuntersuchung. In Kooperation mit dem Krankenhaus Zell am See und der Gesellschaft für digitale Diagnostik stehen den  Radiologen Möglichkeiten der Magnetfeldresonanztomografie und Computertomografie mit 64-Zeilen-CT zur Verfügung.
Die Feriendialyse Zell am See GmbH ermöglicht dialysepflichtigen Urlaubern, diese Versorgung in Anspruch zu nehmen.
Die TauernAkademie ist für die Aus- und Fortbildung der GI-Mitarbeiter und deren Zuweiser (niedergelassene Ärzte, die ihre Patienten einem bestimmten Krankenhaus zuweisen) verantwortlich. Außerdem bildet sie in der Gesundheits- und Krankenpflegeschule  Pflegekräfte aus. Dazu gehören Pflegeassistenten, Pflegefachassistenten und Diplompflegekräfte.
Bei der Gesundheitszentrum Pinzgau GmbH hat jeder Arzt des Teams eine Fachrichtung, in der er hauptsächlich arbeitet. Bei kritischen Patienten ist es daher üblich, dass im Team zusammengearbeitet wird. Dieses Team bietet  individuell zugeschnittene medizinische Betreuung, angefangen von Vorsorgeuntersuchungen und individuellen Impfplänen bis hin zu  Diagnostik und chirurgischen Eingriffen.
Die TauernInfrastruktur GmbH gewährleistet den nicht medizinischen Betrieb der GI-Betriebe. Dazu gehören Küche, Technik und Teile der Verwaltung.
Die Kindertagesstätte kann von GI-Mitarbeitern in Anspruch genommen werden.
In den verschiedenen Einrichtungen werden jährlich mehr als 100.000 Menschen medizinisch behandelt und geschult. Zusätzlich werden Leistungen im Bereich Therapie und Diagnostik erbracht. Rund 950 Mitarbeiter erwirtschaften etwa 70 Millionen Euro jährlich.

## Ausbildung
Die GI betreibt die TauernAkademie, in dem sämtliche Pflegeberufe und medizinische Assistenzberufe ausgebildet und Fortbildungskurse für Ärzte veranstaltet werden.

## Varia
Der Claim des Unternehmens lautet (in dessen eigener Schreibweise): „Mehr Gesundheit. Im Pinzgau.“